# Waldek, Wagner & Benda
Die Firma Waldek, Wagner & Benda (auch Waldeck, Wagner und Benda geschrieben) war ein bedeutendes Wiener Unternehmen während der k.u.k. Doppelmonarchie, das ein großes Sortiment an Maschinen, Gummiwaren, Armaturen und Fittings, aber auch Chemikalien wie Schwefel und Borax, Farben und Brennstoffe vertrieb.

## Geschichte
Waldek, Wagner & Benda wurde 1869 vom kaiserlichen Rat Franz Waldek Edler von Waldried (später von Waldek) (Träger des Ordens der Eisernen Krone III. Klasse), Julius Wagner und Gustav Benda gegründet. Die Gründung ging von dem seit den 1850er Jahren in Prag bestehenden Mutterhaus Waldek & Wagner aus. Während Franz Waldek (* 21. August 1833 in Winterberg, † 2. Mai 1912 in Prag) durch seine Tätigkeit an das Prager Haus gebunden war und auch seinen ständigen Wohnsitz in Prag hatte, wurde die Leitung des Wiener Hauses ausschließlich durch Gustav Benda besorgt. Julius Wagner starb 1875. Obwohl bis dahin die eine oder andere einschlägige Spezialität vertreten war, war das Prager Mutterhaus der Firma seinerzeit dasjenige, das durch Vereinigung aller heimischen Spezialgruppen die Branche „Lieferung sämtlicher technischer Bedarfsartikel für die gesamte Industrie“ in Österreich begründete.
Das Prinzip der Firma war die größtmögliche Genauigkeit und Präzision in der Ausführung der erhaltenen Aufträge und beste Qualität der Lieferung. Für ihre Verdienste und Leistungen erhielt das Unternehmen zahlreiche Anerkennungen auf Ausstellungen, wie die Fortschrittsmedaille bei der Weltausstellung 1873; 1870 die Verdienstmedaille auf der Ausstellung der k.k. Landwirtschaftsgesellschaft der Steiermark in Graz, die große Medaille bei der Jubiläums-Gewerbeausstellung 1888, und die silberne Medaille bei der Internationalen Ausstellung für Feuerschutz und Rettungswesen in Berlin 1901.
Die Firma hatte für Österreich-Ungarn die alleinige Vertretung und das Generaldepot der Maschinen- und Dampfkessel-Armaturenfabrik von Schäffer & Budenberg. Eine Fabrik wurde Anfang des 20. Jahrhunderts über Veranlassung ihrer österreichischen Generalvertreter in Außig a. d. Elbe gegründet, um in Österreich den Bedarf durch die Fabrikate einer österreichischen Erzeugungsstätte befriedigen zu können. Die Firma führte sämtliche technische Bedarfsartikel für Zuckerfabriken, Maschinenfabriken, Bergwerke, Hüttenwerke, Brauereien, Dampfsägen, Dampfmühlen, Spinnerei, Webereien, Papierfabriken, Cellulosefabriken, Bauunternehmungen usw. Vor allem sämtliche technische Bedarfsartikel, die im Fabriksbetrieb notwendig waren, wie Gummiwaren, Treibriemen, Ventilatoren, Hebewerkzeuge, Flaschenzüge, Wassermesser, ferner Armaturen, wie Manometer, Wasserstands-Hahnköpfe, Ventile, Hähne, Injektoren, Dampfpumpen (Patent W. Voit), Kondensations-Wasserableiter, Dampfdruck-Reduzierventile, Regulatoren, Indikatoren (Thompson-Indikatoren), Schmierapparate, Schmierpressen, Tachometer, Wärmemesser, Fernthermometer, Wächter-Kontroluhren, Extincteure, Wasserschieber usw. wurden geführt.

## Pneumatophor Walcher-Gaertner

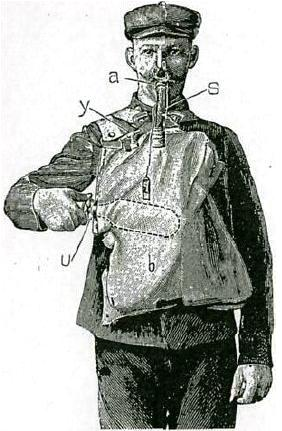
Darstellung des Pneumatophor Walcher-Gaertner, von Waldek, Wagner & Benda hergestellt (1895)

Ein Beispiel eines Produktes von Waldek, Wagner & Benda ist der sogenannte „Pneumatophor Walcher-Gaertner“ (DRP Nr. 88 703), eines der ersten international bedeutenden Geräte im Bereich der Sauerstoffrettungstechnologie. Nach der Dynamit- und Kohlenstaubexplosion in Karwin in Österreichisch-Schlesien, ein Unfall der um die 250 Menschen das Leben kostete, wurde vom Leiter der Grube, Cameral-Direktor Rudolf Ritter von Walcher-Uysdal (1839–1917) in Zusammenarbeit mit Gustav Gaertner (1855–1937) von der Universität Wien und dem Bergdirektor W. Stieber, ein Selbstrettungsapparat entwickelt. Das Gerät selber wurde auf der Brust getragen – es bestand aus einem Atmungssack, in dem sich ein Sauerstoffzylinder, eine Glasflasche mit 25%iger Natronlauge, eine Zertrümmerungsschraube und ein Stoffkissen zum Aufsaugen der Lauge befand. Vom Atmungssack selber führte ein Atmungsschlauch für die Pendelatmung nach oben zum Mund. Den Produktionsauftrag erhielt Waldek, Wagner & Benda, die das Gerät ab 1895 herstellten. Obwohl das Gerät noch relativ primitiv war, legte es den Grundstein für weitere Forschung und Erneuerungen auf diesem Gebiet.